# モンゴルの首相
モンゴルの首相（モンゴルのしゅしょう、モンゴル語: Монгол Улсын Ерөнхий Сайд）は、モンゴル国における首相であり、行政府たる内閣の長である。モンゴルの大統領が指名し、国民大会議が任命（承認）する。内閣不信任決議によって解任されうる。

## 権限
首相は首都ウランバートルや21あるアイマク（日本での県に相当）の知事を任命する。

## 歴史
1911年12月にモンゴル国（ボグド・ハーン政権）が清から独立を宣言して間もなく、1912年7月に首相職が設置され、モンゴル王公トグス・オチリン・ナムナンスレンが任命された。その後、1915年のキャフタ条約によって中華民国宗主権下の自治国に格下げされ、1919年にはナムナンスレンは、ロシア革命とそれに続くロシア内戦でシベリアや極東ロシアへの勢力拡大を図る赤軍に協力を仰ぐも失敗して自治を撤廃された。
1920年、ロシア白軍のウンゲルン将軍がモンゴルに侵入すると、中華民国軍を駆逐し、再びボグド・ハーンを復位させる。しかし、その残虐行為に対抗して赤軍の協力も得て、1921年3月13日にモンゴル人民党を中心とする「臨時人民政府」が組織された。
1921年年に首都フレーを占領して「人民政府」が成立し、9月にはモンゴルの2番目の独立宣言（モンゴル人民政府）が発せられ、ボグド・ハーンも改めて即位した。
1924年5月にボグド・ハーンが死去すると人民革命党が君主制から共和制に移行させ、11月の第1回国会において初の憲法が採択され、モンゴル人民共和国が建国された。
1932年には閣僚会議議長に改称され、1940年に採択された第2次憲法に明記された。
民主化後の1990年には首相の職名に戻り、1992年に採択されたモンゴル国憲法により、正式に変更された。

## 歴代のモンゴル首相
| 代                               | 氏名             | 氏名                                     | 出身党派                           | 内閣                        | 在任期間                       | 備考                                                                                         |
| 大モンゴル国首相                 | 大モンゴル国首相 | 大モンゴル国首相                         | 大モンゴル国首相                   | 大モンゴル国首相            | 大モンゴル国首相               | 大モンゴル国首相                                                                             |
| -------------------------------- | ---------------- | ---------------------------------------- | ---------------------------------- | --------------------------- | ------------------------------ | -------------------------------------------------------------------------------------------- |
| 01                               |                  | トグス・オチリン・ナムナンスレン         | 無所属                             | 第1次                       | 1912年7月- 1919年4月           | 在任中に死去                                                                                 |
| 02                               |                  | ゴンチグジャルザンギーン・バダムドルジ   | 無所属                             | 第1次                       | 1919年4月- 1921年1月           |                                                                                              |
| 03                               |                  | ジャルハンザ・ホトクト・ダムディンバザル | 無所属                             | 第1次                       | 1921年2月11日- 1922年5月       |                                                                                              |
| 0-                               |                  | カンバドンド・ツェレンドルジ             | 無所属                             | -                           | 1921年5月- 1921年7月10日       |                                                                                              |
| 04                               |                  | ダムビン・チャグダルジャヴ               | モンゴル人民革命党                 | 第1次                       | 1921年3月13日- 1921年4月16日   | キャフタ臨時人民政府                                                                         |
| 05                               |                  | ドグソミーン・ボドー                     | モンゴル人民革命党                 | 第1次                       | 1921年4月16日- 1922年1月7日    |                                                                                              |
| 06                               |                  | ジャルハンザ・ホトクト・ダムディンバザル | モンゴル人民革命党                 | 第2次                       | 1922年3月3日- 1923年6月23日    |                                                                                              |
| 07                               |                  | バリンギーン・ツェレンドルジ             | モンゴル人民革命党                 | 第1次                       | 1923年9月28日- 1924年11月26日  |                                                                                              |
| モンゴル人民共和国人民委員会議長 |                  |                                          |                                    |                             |                                |                                                                                              |
| 01                               |                  | バリンギーン・ツェレンドルジ             | モンゴル人民革命党                 | 第1次                       | 1924年11月26日- 1928年2月13日  | 在任中に死去                                                                                 |
| 02                               |                  | アナンディーン・アマル                   | モンゴル人民革命党                 | 第1次                       | 1928年2月21日- 1930年4月27日   |                                                                                              |
| 03                               |                  | ツェンゲルティーン・ジグジドジャブ       | モンゴル人民革命党                 | 第1次                       | 1930年4月27日- 1932年7月2日    |                                                                                              |
| 04                               |                  | ゲンドゥン                               | モンゴル人民革命党                 | 第1次                       | 1932年7月2日- 1936年3月22日    |                                                                                              |
| 05                               |                  | アナンディーン・アマル                   | モンゴル人民革命党                 | 第2次                       | 1936年3月22日- 1939年3月7日    |                                                                                              |
| モンゴル人民共和国閣僚会議議長   |                  |                                          |                                    |                             |                                |                                                                                              |
| 06                               |                  | ホルローギーン・チョイバルサン           | モンゴル人民革命党                 | 第1次                       | 1939年3月24日- 1952年1月26日   |                                                                                              |
| 07                               |                  | ユムジャーギィン・ツェデンバル           | モンゴル人民革命党                 | 第1次                       | 1952年5月27日- 1974年6月11日   |                                                                                              |
| 08                               |                  | ジャムビィン・バトムンフ                 | モンゴル人民革命党                 | 第1次                       | 1974年6月11日- 1984年12月12日  |                                                                                              |
| 09                               |                  | ドゥマーギーン・ソドノム                 | モンゴル人民革命党                 | 第1次                       | 1984年12月12日- 1990年3月21日  |                                                                                              |
| 10                               |                  | シャラヴィン・ゴンガードルジ             | モンゴル人民革命党                 | 第1次                       | 1990年3月21日- 1990年9月10日   |                                                                                              |
| モンゴル人民共和国首相           |                  |                                          |                                    |                             |                                |                                                                                              |
| 11                               |                  | ダジン・ビャンバスレン                   | モンゴル人民革命党                 | 第1次                       | 1990年9月10日- 1992年7月20日   |                                                                                              |
| モンゴル首相                     |                  |                                          |                                    |                             |                                |                                                                                              |
| 01                               |                  | ポンツァギーン・ジャスライ               | モンゴル人民革命党                 | 第1次                       | 1992年7月20日- 1996年7月19日   |                                                                                              |
| 02                               |                  | メンダサイハン・エンフサイハン           | 民主党                             | 第1次                       | 1996年7月19日- 1998年4月23日   |                                                                                              |
| 03                               |                  | ツァヒアギーン・エルベグドルジ           | 民主党                             | 第1次                       | 1998年4月23日- 1998年12月9日   |                                                                                              |
| 04                               |                  | ジャンラブ・ナランツァツラルト           | 民主党                             | 第1次                       | 1998年12月9日- 1999年7月22日   |                                                                                              |
| 0-                               |                  | ニャムオソリン・トゥヤ                   | 民主党                             | 第1次                       | 1999年7月22日- 1999年7月30日   |                                                                                              |
| 05                               |                  | リンチンニャミン・アマルジャルガル       | 民主党                             | 第1次                       | 1999年7月30日- 2000年7月26日   |                                                                                              |
| 06                               |                  | ナンバリーン・エンフバヤル               | モンゴル人民革命党                 | 第1次                       | 2000年7月26日- 2004年8月20日   |                                                                                              |
| 07                               |                  | ツァヒアギーン・エルベグドルジ           | 民主党                             | 第2次                       | 2004年8月20日- 2006年1月25日   |                                                                                              |
| 08                               |                  | ミェーゴンボ・エンフボルド               | モンゴル人民革命党                 | 第1次                       | 2006年1月25日- 2007年11月22日  |                                                                                              |
| 09                               |                  | サンジャーギーン・バヤル                 | モンゴル人民革命党                 | 第1次                       | 2007年11月22日- 2009年10月29日 |                                                                                              |
| 10                               |                  | スフバータル・バトボルド                 | モンゴル人民革命党→ モンゴル人民党 | 第1次                       | 2009年10月29日- 2012年8月10日  |                                                                                              |
| 11                               |                  | ノロブ・アルタンホヤグ                   | 民主党                             | 第1次                       | 2012年8月10日- 2014年11月5日   |                                                                                              |
| 0-                               |                  | デンデビーン・テルビシダグワ             | モンゴル人民革命党                 | -                           | 2014年11月5日- 2014年11月21日  |                                                                                              |
| 12                               |                  | チメディーン・サイハンビレグ             | 民主党                             | 第1次                       | 2014年11月21日- 2016年7月7日   |                                                                                              |
| 13                               |                  | ジャルガルトルギーン・エルデネバト       | モンゴル人民党                     | 第1次                       | 2016年7月7日- 2017年10月4日    |                                                                                              |
| 14                               |                  | ウフナーギーン・フレルスフ               | モンゴル人民党                     | 第1次                       | 2017年10月4日- 2020年7月2日    |                                                                                              |
| 14                               | 第2次            | ウフナーギーン・フレルスフ               | モンゴル人民党                     | 2020年7月2日- 2021年1月27日 |                                |                                                                                              |
| 15                               |                  | ロブサンナムスライ・オユーンエルデネ     | モンゴル人民党                     | 第1次                       | 2021年1月27日- 2025年6月13日   | 2025年6月5日に議会で首相不信任決議が可決されたため、後任の首相が決まるまで首相代行を務める。 |
| 16                               |                  | ゴンボジャブ・ザンダンシャタル           | モンゴル人民党                     | 第1次                       | 2025年6月13日- （現職）        |                                                                                              |